# Peteroma discopalina
Peteroma discopalina là một loài bướm đêm trong họ Noctuidae.